# Ben Lewin
Ben Lewin (Polonia, 6 de agosto de 1946) es un director, australiano de origen polaco, conocido por dirigir películas como Las sesiones o El favor, el reloj, y el gran pescado.

## Biografía
Nacido en Polonia en 1946, emigró a Melbourne (Australia) junto a su familia en 1949. A los seis años, sufrió la enfermedad de la poliomielitis, lo que lo obligó a usar muletas por el resto de su vida. Cuando era joven, demostró una gran pasión por la fotografía y la escritura, pero estudió derecho en Melbourne. Después de una época trabajando como abogado, que abandonó en 1971 cuando se le concedió una beca en la National Film School de Londres.
Después de graduarse de la escuela secundaria, se unió a BBC Television como director. A lo largo de los años, el trabajo de Lewin como guionista y director se ha dividido entre documentales, largometrajes, películas para televisión, miniseries y series de televisión.
Su película de 1988 Georgia, protagonizada por Judy Davis, obtuvo ocho nominaciones para los  Premios AFI. En 1991 dirigió la comedia El favor, el reloj y el gran pescado con Bob Hoskins, Jeff Goldblum y Natasha Richardson. Para televisión dirigió un episodio de la serie de televisión Ally McBeal' y uno de Touched by an Angel.
En 2012, Lewin logró el éxito con la película Las sesiones, que cuenta la historia real y la pérdida de la virginidad del poeta  Mark O'Brien , obligado a vivir con un pulmón de acero desde que enfermó de polio cuando era niño, lo que lo dejó tetrapléjico. La película obtuvo numerosos elogios internacionales por sus estrellas Helen Hunt y John Hawkes, y ganó el Premio del Público en el Festival de Cine de Sundance.
Lewin ha vivido y trabajado en California desde 1994, está casado con la productora Judi Levine y tiene tres hijos.

## Filmografía
- A Matter of Convenience  (TV) (1987)
- Georgia (1988)
- El favor, el reloj y el gran pescado (The Favour, the Watch and the Very Big Fish) (1991)
- Golpe de suerte (Lucky Break) (1994)
- Las sesiones (The Sessions) (2012)
- Larga vida y prosperidad (Please Stand By) (2017)
- El catcher espía (The Catcher Was a Spy) (2018)

## Premios y distinciones
Festival Internacional de Cine de San Sebastián
| Año  | Categoría          | Película     | Resultado |
| ---- | ------------------ | ------------ | --------- |
| 2012 | Premio del público | Las sesiones | Ganador   |